# 8-я ударная авиационная группа
8-я ударная авиационная группа — оперативная авиационная группа в Великой Отечественной войне, созданная для решения оперативных (оперативно-тактических) задач самостоятельно и в составе фронтов во взаимодействии с войсками (силами) и средствами других видов вооружённых сил (родов войск (сил)) в операциях сухопутных войск и военно-морских сил.

## Наименование
- 8-я ударная авиационная группа

## Создание группы
8-я ударная авиационная группа сформирована 5 апреля 1942 года на основании Приказа НКО.

## Переформирование группы
8-я ударная группа 18 мая 1942 года Приказом НКО была обращена на формирование 226-й штурмовой авиационной дивизии.

## В действующей армии
В составе действующей армии:
- с 5 апреля 1942 года по 18 мая 1942 года.

## Командир группы
| Звание                    | Ф. И. О.                       | Период                  |
| ------------------------- | ------------------------------ | ----------------------- |
| генерал-лейтенант авиации | Кравченко Григорий Пантелеевич | 05.04.1942 — 18.05.1942 |

## В составе соединений и объединений
| Период        | Фронт (округ) | армия                           | примечание                                    |
| ------------- | ------------- | ------------------------------- | --------------------------------------------- |
| 05.04.1942 г. | Ставка ВГК    | Ударные авиационные группы СВГК |                                               |
| 05.04.1942 г. | Ставка ВГК    | Ударные авиационные группы СВГК | в оперативном подчинении ВВС Брянского фронта |
| 18.05.1942 г. | Ставка ВГК    | Ударные авиационные группы СВГК | переформирована                               |

## Состав
| Период                        | Части                                           | Примечание                      |
| ----------------------------- | ----------------------------------------------- | ------------------------------- |
| 06.04.1942 г. — 15.05.1942 г. | 563-й истребительный авиационный полк           | Як-1, вошел в состав 205-й иад  |
| 09.04.1942 г. — 18.05.1942 г. | 504-й штурмовой авиационный полк                | Ил-2, вошел в состав 226-й шад  |
| 09.04.1942 г. — 12.05.1942 г. | 840-й дальний бомбардировочный авиационный полк | ДБ-3, вошел в состав 113-й аддд |
| 07.04.1942 г. — 18.05.1942 г. | 638-й ночной бомбардировочный авиационный полк  | По-2, вошел в состав 284-й бад  |

## Участие в операциях и битвах
- операции Брянского фронта
- Болховская операция - с 9 по 20 апреля 1942 года